# 7 febbraio
Il 7 febbraio è il 38º giorno del calendario gregoriano. Mancano 327 giorni alla fine dell'anno (328 negli anni bisestili).

## Eventi
- 457 – Leone I diventa imperatore dell'Impero romano d'Oriente;
- 1301 – Edoardo di Caernarfon (in seguito re Edoardo II d'Inghilterra) diventa il primo principe di Galles;
- 1497 – Girolamo Savonarola, frate domenicano, reggente di Firenze, ordina il Falò delle vanità;
- 1550 – Giulio III diventa papa;
- 1613 – Michele Romanov diventa zar di Russia;
- 1742 – Papa Benedetto XIV pubblica l'enciclica "Etsi Minime" sul ministero pastorale e sull'insegnamento della dottrina cristiana;
- 1795 – Viene approvato l'XI emendamento della Costituzione degli Stati Uniti d'America;
- 1871 – Un dentista statunitense inventa il trapano odontoiatrico: un modello a molle che raggiunge gli 800 giri al minuto;
- 1882 – A Mississippi City si svolge l'ultimo incontro di pugilato dei pesi massimi disputato a mani nude;
- 1898 – Inizia il processo per diffamazione contro Émile Zola per aver pubblicato J'accuse;
- 1904 – Un incendio a Baltimora distrugge oltre 1.500 edifici in 30 ore;
- 1914 – Nasce il personaggio di Charlot con il primo cortometraggio dal titolo Charlot ingombrante;
- 1943 – Seconda guerra mondiale: negli Stati Uniti viene annunciato il razionamento delle scarpe;
- 1944 – Seconda guerra mondiale: le truppe tedesche lanciano la loro controffensiva contro la testa di sbarco di Anzio e Nettuno;
- 1945 – Eccidio di Porzûs: partigiani comunisti trucidano altri partigiani appartenenti alle Brigate Osoppo in provincia di Udine;
- 1962 – Il governo degli Stati Uniti vieta tutti i commerci con Cuba con il Proclama 3447: inizia l'Embargo contro Cuba;
- 1964 – I Beatles arrivano per la prima volta negli USA;
- 1971 – Le donne ottengono il diritto di voto in Svizzera;
- 1974 – Grenada ottiene l'indipendenza dal Regno Unito;
- 1977 – L'Unione Sovietica lancia la Soyuz 24;
- 1984 – Gli astronauti Bruce McCandless e Robert Stewart eseguono la prima camminata nello spazio senza "guinzaglio";
- 1986 – Jean-Claude Duvalier, presidente di Haiti, fugge dalla nazione;
- 1990 – Dissoluzione dell'Unione Sovietica: il Comitato Centrale del Partito Comunista dell'Unione Sovietica accetta di cedere il monopolio del potere;
- 1991
  - A Londra l'IRA, usando un mortaio rudimentale montato sul retro di un furgone, riesce a far esplodere un ordigno nel cortile del numero 10 di Downing Street, residenza del premier John Major, mentre è in corso una riunione di governo per discutere della guerra contro l'Iraq;
  - Il primo presidente democraticamente eletto di Haiti, Jean-Bertrand Aristide, viene insediato;
- 1992 – I dodici Stati della Comunità economica europea firmano il Trattato di Maastricht;
- 1998 – Iniziano i XVIII Giochi olimpici invernali a Nagano (Giappone);
- 1999 – Abd Allah II diventa re di Giordania dopo la morte del padre, re Husayn;
- 2003 – Inviata la risposta all'ultimo contatto della sonda Pioneer 10;
- 2008 – Lancio della missione STS-122 diretta alla Stazione Spaziale Internazionale con il laboratorio europeo Columbus;
- 2014 – Iniziano i XXII Giochi olimpici invernali a Soči, Russia;
- 2016 – Viene giocato il 50° Super Bowl al Levi's Stadium in California, che vede contrapposti i Denver Broncos e i Carolina Panthers;

## Nati
Ci sono circa 1 230 voci su persone nate il 7 febbraio; vedi la pagina Nati il 7 febbraio per un elenco descrittivo o la categoria Nati il 7 febbraio per un indice alfabetico.

## Morti
Ci sono circa 560 voci su persone morte il 7 febbraio; vedi la pagina Morti il 7 febbraio per un elenco descrittivo o la categoria Morti il 7 febbraio per un indice alfabetico.

## Feste e ricorrenze

### Civili
Nazionali:
- Grenada – Festa nazionale

Internazionali:
- Giornata mondiale contro il bullismo

### Religiose
Cristianesimo:
- Sant'Alfonso Maria Fusco, presbitero e fondatore della Congregazione delle Suore di San Giovanni Battista
- San Coliano
- Sant'Egidio Maria da Taranto, professo frate minore
- San Giovanni da Triora, sacerdote martire
- Santa Giuliana, vedova
- San Lorenzo Maiorano, vescovo di Siponto
- San Luca il Giovane, eremita
- Santi Martiri mercedari d'Africa
- San Massimo di Nola, vescovo di Nola
- San Mosè I, eremita e vescovo dei Saraceni
- San Partenio, vescovo di Lampsaco
- San Patendo, vescovo
- San Riccardo del Wessex, nobile
- San Teodoro di Amasea, generale e martire
- San Vedasto di Vercelli, vescovo
- Beato Adalberto Nierychlewski, sacerdote e martire
- Beata Anna Maria Adorni, fondatrice Ancelle dell'Immacolata
- Beato Anselmo Polanco Fontecha, vescovo e martire
- Beato Antonio da Stroncone, religioso
- Beata Ludwika Szczęsna (Chiara), vergine, cofondatrice delle Ancelle del Sacro Cuore di Gesù
- Beata Eugénie Smet, fondatrice delle suore Ausiliatrici delle anime del Purgatorio
- Beato Filippo Ripoll Morata, sacerdote e martire
- Beati Giacomo Salès e Guglielmo Saultemouche, gesuiti martiri
- Beato Guglielmo de Léaval, sacerdote
- Beato Guglielmo Zucchi, sacerdote
- Beato Nivardo di Chiaravalle, monaco
- Beato Pietro Verhun, sacerdote e martire
- Beato Pio IX, papa
- Beato Rizziero della Muccia
- Beata Rosalie Rendu, vergine
- Beato Tommaso Sherwood, martire in Inghilterra

Religione romana antica e moderna:
- Fornacalia, primo giorno